# Луїза Шарлотта Шлезвіг-Гольштейн-Зондербург-Августенборзька
Луїза Шарлотта Шлезвіг-Гольштейн-Зондербург-Аугустенбурзька (дан. Louise Charlotte af Slesvig-Holsten-Sønderborg-Augustenborg, 13 квітня 1658 — 2 травня 1740) — данська принцеса з династії Ольденбургів, донька герцога Ернста Гюнтера Шлезвіг-Гольштейн-Зондербург-Августенборзького та принцеси Августи Глюксбурзької, дружина титулярного герцога Шлезвіг-Гольштейн-Зондербург-Беку Фредеріка Людвіга.

## Біографія
Народилась 13 квітня 1658 року в Августенборзькому палаці. Була п'ятою дитиною та третьою донькою в родині герцога Шлезвіг-Гольштейн-Зондербург-Августенборзького Ернста Гюнтера та його дружини Августи Глюксбурзької. Мала старших братів Фредеріка та Філіпа Ернста. Сестри померли в ранньому віці до її народження. Згодом сімейство поповнилося п'ятьма молодшими дітьми, з яких вижили донька Доротея Луїза та сини Ернст Август і Фредерік Вільгельм. 
Резиденцією сім'ї слугував Аугустенбурзький палац на острові Альс.
У 26 років стала дружиною 31-річного принца Фредеріка Людвіга Шлезвіг-Гольштейн-Зондербург-Бекського, який доводився їй кузеном. Вінчання відбулося 1 січня 1685 в Аугустенборзі. Наречений служив у бранденбурзькій армії і наступного року після весілля отримав чин генерал-майора. У подружжя народилося одинадцятеро дітей. 

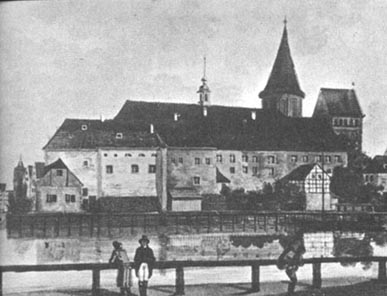
Кенігсберзький собор

Від 1693 року родина жила у Кенігсберзі, у 1701 році Фредерік Людвіг був призначений губернатором міста. У 1719 році він став титулярним герцогом Шлезвіг-Гольштейн-Зондербург-Беку. Землі ж вже були викуплені їхнім сином у попереднього власника. Помер Фредерік Людвіг у березні 1728 року.
У 1734 році Луїза Шарлотта звернулася до російської імператриці Анни з проханням дозволити її молодшому синові вступити на російську службу, що і було зроблено.
Пішла з життя 2 травня 1740 року у Кенігсберзі. Була похована поруч із чоловіком у Кенігсберзькому соборі.

## Родина

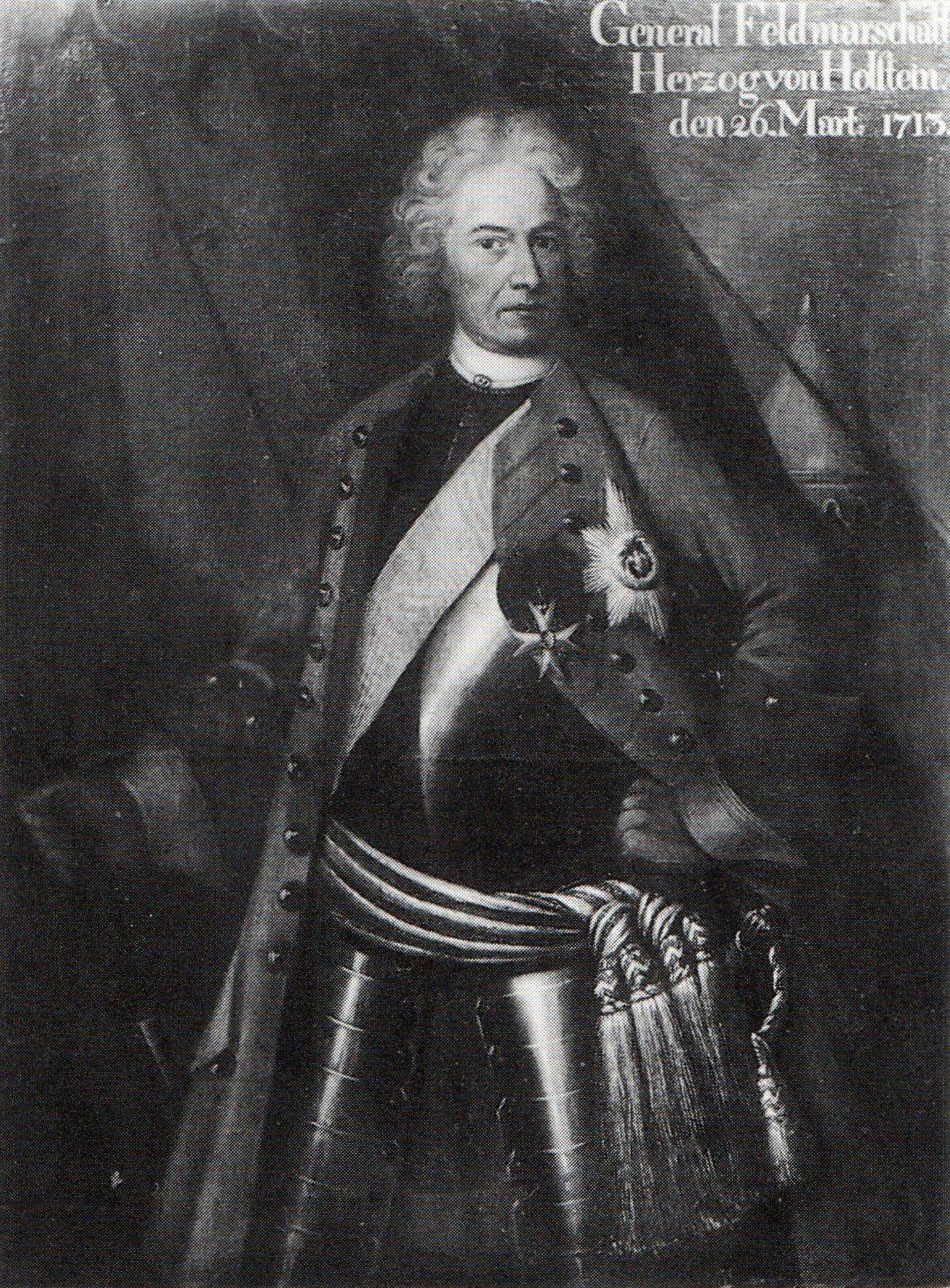
Портрет Фредеріка Людвіга пензля Ф. В. Вайдеманна

Чоловік — Фредерік Людвіг, герцог Шлезвіг-Гольштейн-Зондербург-Бекський
Діти:
- Доротея (1685—1761) — дружина маркграфа Бранденбург-Байройту Георга Фрідріха Карла, мала п'ятеро дітей;
- Фредерік Вільгельм (1687—1749) — герцог Шлезвіг-Гольштейн-Зондербург-Бекський у 1728—1749 роках, прусський фельдмаршал, був двічі одруженим, мав сина та доньку;
- Фредерік Людвіг (25 серпня—5 листопада 1688) — прожив 2 місяці;
- Софія Шарлотта (1689—1693) — прожила 4 роки;
- Карл Людвіг (1690—1774) — герцог Шлезвіг-Гольштейн-Зондербург-Бекський у 1757—1774 роках, генерал-лейтенант бранденбурзької армії, губернатор Ревелю, був одруженим з польською графинею Аннаю Кароліною Ожельською, мав єдиного сина, який помер неодруженим;
- Амелія Августа (1691—1693) — прожила 2 роки;
- Філіп Вільгельм (1693—1729) — одруженим не був, дітей не мав;
- Луїза Альбертіна (1694—1773) — дружина Альберта Зігмунда фон Зеєргут-Станиславські, дітей не мала;
- Петер Август (1697—1775) — герцог Шлезвіг-Гольштейн-Зондербург-Бекський у 1774—1775 роках, російський генерал-фельдмаршал, був двічі одруженим, мав шестеро дітей від обох шлюбів;
- Софія Генрієтта (1698—1768) — дружина графа Альбрехта Крістофа Дона-Лейстенау, мала єдину доньку;
- Шарлотта (1700—1785) — настоятелька Кведлінбурзького монастиря.